# Герасим (Гайдуков)
Архимандрит Герасим (Гайдуков) (ум. 25 февраля (9 марта) 1829, Новгородская губерния) — священнослужитель Русской православной церкви, архимандрит, настоятель первоклассного Валдайского Иверского монастыря Новгородской епархии.

## Биография
Принял постриг в Большом Тихвинском монастыре, иеромонах (25 марта 1795).
С 1800 по 1806 годы был строителем Антониева Дымского монастыря Санкт-Петербургской епархии Русской православной церкви.
В 1803 году он был предназначен к переводу в Спасо-Суморин монастырь Вологодской епархии РПЦ, но был оставлен в Дымском монастыре.
23 января 1806 году стал настоятелем Клопского Свято-Троицкого монастыря близ города Новгорода с возведением в сан игумена.
В 1815 году он издал «Краткое описание Новгородского третьеклассного мужеского Клопского Троицкого монастыря».
27 февраля 1817 года был переведён в Новгородский Сковородский монастырь (был полностью разрушен в годы Великой Отечественной войны) с возведением в сан архимандрита, в 1818 году — в Николо-Вяжищский монастырь, а в 1822 году — в Валдайский Иверский монастырь.
Скончался 25 февраля 1829 года и был погребён в паперти соборной церкви Иверского монастыря.